# 同登戰役
同登战役可能指如下战役：
- 同登战役 (1885年)，中法战争中大清帝国与法国在越南同登进行的战役
- 同登战役 (1979年)，1979年中越战争中在越南同登进行的战役

|  | 这是一个同类索引条目，列出擁有相同或近似名稱的同類型項目。 若您循內部連結來到此頁面，請考慮修正該，將其指向正確的條目。 |